# Чемпионат Ленинграда по шахматам 1936
Право участвовать в турнире получили действующие на тот момент чемпионы СССР Г. Я. Левенфиш и И. Л. Рабинович, мастера А. Ф. Ильин-Женевский и В. В. Рагозин, опытные первокатегорники Г. А. Гольдберг (будущий мастер) и А. С. Будо, а также молодой шахматист I категории В. А. Васильев (также будущий мастер) и незадолго до того переехавший в Ленинград из Киева мастер В. А. Раузер.
Турнир был организован по широко практиковавшейся в те годы схеме: восемь участников играли в два круга (в том же году по этой схеме в Ленинграде были проведены всесоюзный турнир молодых мастеров и — при десяти участниках — отборочный турнир мастеров к 10-му чемпионату СССР).
Участники по ходу турнира достаточно четко распались на две группы по четыре человека: одни боролись за чемпионство, другие сразу сильно отстали и могли только косвенно влиять на распределение мест. В итоге звание чемпиона города завоевал мастер В. В. Рагозин. Серебряным призёром стал В. А. Раузер, которому не помогли даже две победы над лидером. Исход борьбы за бронзовую медаль во многом решила личная встреча второго круга между А. Ф. Ильиным-Женевским и Г. Я. Левенфишем. В этой драматической партии Левенфиш, играя черными, применил защиту Алехина и, воспользовавшись неточной игрой противника (Ильин-Женевский применил новинку, показанную ему мастером Н. Т. Сорокиным), получил большой перевес (долгое время партия имела теоретическое значение). Однако в дальнейшем он допустил ряд серьёзных промахов, инициатива перешла к белым, и партия закончилась учебным пешечным окончанием. Кроме того, Ильин-Женевский выиграл во втором круге очень эффектную партию у Раузера.
Неудачно выступил в турнире мастер И. Л. Рабинович, проигравший пять микроматчей из семи. Достойно боролись А. С. Будо и Г. А. Гольдберг: Будо сумел дважды победить Рабиновича, а Гольдберг смог свести вничью микроматчи с Рагозиным и Ильиным-Женевским (во втором круге ему удалось выиграть партию черными). Для В. А. Васильева это выступление было первым на высоком уровне, ему удалось одержать всего одну победу, но, возможно, именно поражение в этой партии второго круга лишило Раузера первого места.

## Турнирная таблица
| № | Участник           | 1 | 1 | 2 | 2 | 3 | 3 | 4 | 4 | 5 | 5 | 6 | 6 | 7 | 7 | 8 | 8 |  | Очки | Место |
| - | ------------------ | - | - | - | - | - | - | - | - | - | - | - | - | - | - | - | - |  | ---- | ----- |
| 1 | В. Рагозин         |   |   | 0 | 0 | 1 | ½ | ½ | 1 | 1 | 1 | 1 | 1 | 0 | 1 | 1 | 1 |  | 10   | 1     |
| 2 | В. Раузер          | 1 | 1 |   |   | 1 | 0 | ½ | ½ | ½ | ½ | ½ | 1 | 1 | 1 | 1 | 0 |  | 9½   | 2     |
| 3 | А. Ильин-Женевский | 0 | ½ | 0 | 1 |   |   | ½ | 1 | ½ | 1 | ½ | 1 | 1 | 0 | 1 | 1 |  | 9    | 3     |
| 4 | Г. Левенфиш        | ½ | 0 | ½ | ½ | ½ | 0 |   |   | 1 | 1 | 1 | ½ | 1 | ½ | ½ | 1 |  | 8½   | 4     |
| 5 | А. Будо            | 0 | 0 | ½ | ½ | ½ | 0 | 0 | 0 |   |   | 1 | 1 | ½ | ½ | ½ | ½ |  | 5½   | 5     |
| 6 | И. Рабинович       | 0 | 0 | ½ | 0 | ½ | 0 | 0 | ½ | 0 | 0 |   |   | 1 | 1 | ½ | 1 |  | 5    | 6     |
| 7 | Г. Гольдберг       | 1 | 0 | 0 | 0 | 0 | 1 | 0 | ½ | ½ | ½ | 0 | 0 |   |   | ½ | ½ |  | 4½   | 7     |
| 8 | В. Васильев        | 0 | 0 | 0 | 1 | 0 | 0 | ½ | 0 | ½ | ½ | ½ | 0 | ½ | ½ |   |   |  | 4    | 8     |